# Skøjteløbning i Fredericia
Skøjteløbning i Fredericia er en dokumentarisk optagelse fra 1907 foretaget af Peter Elfelt.

## Handling
Kælkende og skøjteløbere. Mand snurrer rundt.
Skøjteløbere og en enkelt med sparkstøtting på isen på Fredericia voldgrav. Der kælkes også i en af byens lidt stejlere gader.